# ZIPPEI兄弟
ZIPPEI兄弟は、2008年4月7日、神奈川県で生まれたロシアのシベリアが原産のスピッツ「サモエド」の兄弟犬。シンガーソングライターのダイスケと共に兄弟が交代で全国を旅する日本テレビ系情報番組『ZIP!』内の企画「ZIPPEIスマイルキャラバン」 に出演していた。

## 概要
兄は赤、弟は青のバンダナを首元に巻いて区別されているが、両者とも「じっぺい」と呼ばれ親しまれた。笑っているように見える口元は”サモエドスマイル”と呼ばれ、白いふわふわした毛並みと相まって人気犬に成長した。元々ZOO動物プロに所属する動物タレントであり、近所迷惑などの理由により、番組出演が決定する前から声帯部分切除手術をしている。

## 突然の死
2012年8月9日、高温の車内に取り残されたことに起因する熱中症により犬9頭中、兄弟を含む7頭が亡くなった。番組ではこれを受けて翌日10日のコーナー放送を急遽取り止めてその訃報を報じた。翌週13日には未放送だった長野県編（ZIPPEIにとっては「最後の旅」）を放送し、16日には放送関係者によるお別れ会「ZIPPEIを送る会」が執り行われ、その様子が17日の番組内で放送された。また、16日～19日には視聴者のための献花台が設置された。

## 関連書籍
- ありがとうZIPPEI PHOTO BOOK (日テレbooks) 2012/10/24 発売 ISBN 4820301012

出版社:日本テレビ放送網